# Cryptochloris
Cryptochloris là một chi động vật có vú trong họ Chrysochloridae, bộ Afrosoricida. Chi này được Shortridge and Carter miêu tả năm 1938. Loài điển hình của chi này là Cryptochloris zyli Shortridge and Carter, 1938.

## Các loài
Chi này gồm các loài: